# Thierry Hupond
Thierry Hupond (* 10. November 1984 in Décines-Charpieu) ist ein ehemaliger französischer Radrennfahrer.

## Sportliche Karriere
2002 wurde Hupond französischer Meister im Einzelzeitfahren der Junioren. 2006 gewann er eine Halbetappe bei der Tour de la Nouvelle-Caledonie und wurde am selben Tag noch Zweiter des zweiten Halbstückes. In der Saison 2007 wurde er Dritter auf dem vierten Teilstück der Rhône-Alpes Isère Tour. Daraufhin bekam er einen Platz als Stagiaire bei dem niederländischen Professional Continental Team Skil-Shimano.
2009 bestritt er seine erste große Landesrundfahrt über drei Wochen, den Giro d’Italia. In den darauffolgenden Jahren fuhr er mehrmals die Spanien-Rundfahrt.
2014 gewann Hupond eine Etappe der Quatre Jours de Dunkerque. 2016 wechselte er zu Delko Marseille Provence KTM. Ende der Saison 2017 beendete er seine Radsportlaufbahn.

## Erfolge
2002
- Französischer Meister – Einzelzeitfahren (Junioren)

2006
- eine Etappe Tour de Nouvelle-Calédonie

2014
- eine Etappe Quatre Jours de Dunkerque

## Grand-Tour-Platzierungen
| Grand Tour            | 2009 | 2010 | 2011 | 2012 | 2013 | 2014 | 2015 |
| --------------------- | ---- | ---- | ---- | ---- | ---- | ---- | ---- |
| Giro d’ItaliaGiro     | –    | –    | –    | –    | –    | –    | –    |
| Tour de FranceTour    | 90   | –    | –    | –    | –    | –    | –    |
| Vuelta a EspañaVuelta | –    | –    | –    | 124  | DNF  | –    | 142  |

## Teams
- 2007 Skil-Shimano (Stagiaire)
- 2008 Skil-Shimano
- 2009 Skil-Shimano
- 2010 Skil-Shimano
- 2011 Skil-Shimano
- 2012 Team Argos-Shimano
- 2013 Team Argos-Shimano
- 2014 Team Giant-Shimano
- 2015 Team Giant-Alpecin
- 2016 Delko Marseille Provence KTM
- 2017 Delko Marseille Provence KTM